# Batalla de Lumphanan
La batalla de Lumphanan se libró el 15 de agosto de 1057, entre Macbeth, rey de los escoceses, y Máel Coluim mac Donnchada, futuro rey Malcolm III. La batalla parece haber sido un enfrentamiento relativamente menor excepto por la muerte de Macbeth.

## Contexto
Desde la muerte de su padre, el rey Duncan I, en batalla con Macbeth, Malcolm había sido protegido por el conde Siward de Northumbria. Gracias al respaldo de Siward pudo Malcolm atacar a Macbeth en Dunsinnan en 1054 y lograr la devolución de sus tierras, aunque fracasó en recuperar la corona.

## La batalla
Después de retirarse al norte, Macbeth se enfrentó de nuevo a Malcolm. Macbeth fue asesinado tras haber reagrupado sus fuerzas para tratar de hacer una última defensa en Lumphanan. Según la tradición, la batalla tuvo lugar cerca de la torre peel de Lumphanan en Aberdeenshire. La piedra de Macbeth, a 300 metros del suroeste de la torre, es el lugar popularmente asociado a la decapitación de Macbeth.

## Consecuencias
Siguiendo la muerte de Macbeth, su hijastro Lulach fue inicialmente coronado rey. Dieciocho semanas más tarde, en 1078, Malcolm le mató por 'traición' en Essie, cerca de Aberdeen. Al acceder al trono, Malcolm empezó a eliminar la cultura gaélica de Escocia.